# Всесоюзная выставка творчества радиолюбителей
Всесоюзная выставка творчества радиолюбителей — выставки достижений советских радиолюбителей, проводившиеся сначала заочно (с 1935 года), а потом и очно, в Советском Союзе. Организовывались под руководством и при участии Добровольного общества содействия армии, авиации и флоту (ДОСААФ СССР).
Периодически проводимые Всесоюзные выставки показывали, что радиолюбители-конструкторы не только шли в ногу с развитием промышленной радиоэлектроники, но и порой опережали соответствующие научные организации. Разработки радиолюбителей демонстрировались практически по всем известным направлениям применения радиоэлектроники. Многие конструкции приборов и устройств, созданные радиолюбителями, внедрялись в производство, рационализаторские идеи давали солидную экономию государственных средств на предприятиях.
Эти выставки являлись хорошей школой передового опыта конструирования, давали пищу для работы в течение нескольких лет не только отдельным конструкторам, но и целым коллективам.
Одним из значительных направлений в радиоконструировании была радиоспортивная аппаратура и антенные устройства (например, создателем первой в нашей стране любительской коротковолновой радиостанции был старейший радиолюбитель Федор Иванович Лбов). Этим направлением занимались в основном сами радиоспортсмены, к которым относятся коротковолновики, «укависты», «охотники на лис», радиомногоборцы. Спортивный отдел на радиовыставках всегда был популярен и остро необходим, так как радиоспортивной аппаратуры советская промышленность выпускала очень мало.

## Организация
Всесоюзную выставку предваряли республиканские и зональные выставки, где отбирались экспонаты для всесоюзной.
Обзоры выставок публиковались в журнале «Радио», описания наиболее интересных экспонатов издавались в виде сборников.

## История
В 1935 году по инициативе журнала «Радиофронт» была организована заочная радиовыставка, которая впоследствии стала ежегодной.
12 мая 1936 — редакцией журнала «Радиофронт» проведён 2-й Всесоюзный слёт лучших радиолюбителей-конструкторов, посвященный 15-летию радиолюбительства в СССР. На выставке были показаны первые любительские телевизоры. 
В том же году была проведена и Всесоюзная телевизионная конференция, посвященная Всесоюзной заочной радиовыставке. Конференцию наблюдали по телевизорам свыше 2000 радиолюбителей.
10 мая 1947 — в ЦРК СССР открылась выставка лучших экспонатов 6-й Всесоюзной заочной радиовыставки. В дальнейшем такой комплекс выставочных мероприятий стал называться «Всесоюзная выставка творчества радиолюбителей-конструкторов»
- 1953 — 11-я Всесоюзная выставка творчества радиолюбителей-конструкторов ДОСААФ[1].
- 1955 — В мае в Ленинграде проведена 12-я Всесоюзная выставка творчества радиолюбителей-конструкторов, участвовали 96 радиоклубов с 1380 экспонатами[2].
- 1956 — 13-я Всесоюзная выставка в Киеве. Неожиданно очень высокая активность радиолюбителей-конструкторов на этой выставке, которой предшествовали проведенные свыше 100 выставок в регионах СССР на которых демонстрировалось 12 000 конструкций.
- 1957 — 14-я Всесоюзная выставка в Москве.
- 1959 — 16-я Всесоюзная выставка в Москве.
- 1961 — 17-я Всесоюзная выставка[3]. Активность радиолюбителей-конструкторов возросла ещё более — в технических конкурсах участвовали уже 15 000 конструкций от 140 выставок в регионах. Это, пожалуй, самые высокие показатели — позже количество конструкций представленных на местные выставки будет уменьшаться в пользу их целенаправленности и качества. В эти годы показатели внедрения радиолюбительских разработок в радиопромышленность были как никогда высоки. Одна только секция Ленинградского радиоклуба в 1958 году разработала и внедрила 250 электронных приборов. Пример публикации по итогам 17-радиовыставки можно посмотреть в статье Ю. Ольховатова в журнале «Радио» 1962 г., номер 3.[4]
- 1962 — 18-я Всесоюзная выставка проходила с 4 по 18 мая в Москве.
- 1963 — 19-я Всесоюзная выставка[5]. Демонстрировалось 442 конструкции, отобранные из 13 000 экспонатов с региональных выставок.
- 1965 — 21-я Всесоюзная выставка.
- 1967 — 22-я Всесоюзная выставка[6], проходила с 14 по 31 мая в Москве.
- 1971 — 25-я Всесоюзная выставка. Первая премия по разделу звукозаписывающей аппаратуры присуждена магнитофону «Селигер-2» с системой внешнего подмагничивания, конструктор В. В. Колосов.
- 1973 — 26-я Всесоюзная выставка творчества радиолюбителей-конструкторов ДОСААФ СССР, в Политехническом музее[7]. Демонстрировалось 210 экспонатов. Главный приз получили Е. Е. Хархардин и В. М. Маслов, за установку по отбраковке полупроводниковых диодов.
- 1975 — 27-я Всесоюзная выставка творчества радиолюбителей-конструкторов ДОСААФ СССР. 700 экспонатов[8].
- 1977 — 28-я Всесоюзная выставка творчества радиолюбителей-конструкторов ДОСААФ СССР. Проводилась на ВДНХ[9].
- 1979 — 29-я Всесоюзная выставка творчества радиолюбителей-конструкторов ДОСААФ СССР[10]. Представлено 682 экспоната.
- 1981[11] — 30-я Всесоюзная выставка, проходила в Москве на ВДНХ[12].
- 1987[13] — 33-я Всесоюзная выставка творчества радиолюбителей-конструкторов ДОСААФ СССР. Первая премия — Д. Темиразов и А. Соколов из Кишинёва, за компьютер «Вектор-06Ц».
- 1989 — 34-я Всесоюзная выставка творчества радиолюбителей-конструкторов ДОСААФ СССР. Первая премия — Анваре Кревицс из Латвии, за цифроаналоговый синтезатор АК-4 с микропроцессорным управлением[14].
- 1991 — 35-я Всесоюзная выставка творчества радиолюбителей-конструкторов, проводилась на ВДНХ[15], представлено 200 экспонатов, участвовали радиолюбители из России, Украины, Белоруссии, Молдовы и Узбекистана.